# Deductio
La deductio, en la Antigua Roma, es una palabra latina que designa la fundación de una colonia romana. El término está compuesto por el prefijo "de" que indica lugar, procedencia y la raíz del verbo latino "ducere", conducir, llevar, que se explica por el hecho de que en la colonia, como fundación (ex novo) o en asentamientos indígenas se estacionaban ciudadanos romanos.
Por la deductio colonial se fundaba una colonia o se establecía una guarnición de colonos: 
- Como deductio oppidorum para la fundación de ciudades por colonización.[1]
- Como in oppida militum deductio con el establecimiento de guarniciones en las ciudades.[2]

Los colonos eran habitantes de pleno derecho y de acuerdo al tipo de colonia variaba su estatuto jurídico.